# أورهان أيدن
أورهان أيدن (بالتركية: Orhan Hacıyeva)‏ مواليد 1 أكتوبر 1989 في باكو، هو لاعب كرة سلة أذربيجاني. بدأ مسيرته الاحترافية في سنة 2005. يلعب مع غلطة سراي لكرة السلة في الدوري التركي لكرة السلة. يحمل الرقم 14. يبلغ طوله 6 قدم 8 بوصة (2.0 م).

## المسيرة الاحترافية
لعب مع نادي داروشافاكا لكرة السلة في موسم 2009–2010، ثم لعب مع تورك تيليكوم في الدوري التركي في موسم 2010–2011، ثم لعب مع ألياغا بتكيم من سنة 2011 إلى 2013، ثم لعب مع أوشاك سبورتيف في الدوري التركي من سنة 2013 إلى 2015، ثم لعب مع غلطة سراي لكرة السلة في سنة 2016.